# Phyllodromica persa
Phyllodromica persa es una especie de cucaracha del género Phyllodromica, familia Ectobiidae. Fue descrita científicamente por Bey-Bienko en 1935.
Habita en Tayikistán, Afganistán e Irán.